# Satz von Richardson
Der Satz von Richardson ist ein Lehrsatz der Graphentheorie, einem der Teilgebiete der Mathematik. Der Satz wurde von dem US-amerikanischen Mathematiker Moses Richardson im Jahre 1953 publiziert. Er behandelt die Frage der Existenz von Kernen in endlichen gerichteten Graphen.

## Formulierung des Satzes
Er lässt sich zusammengefasst angeben wie folgt:
Jeder endliche gerichtete Graph ohne Kreise ungerader Länge besitzt mindestens einen Kern.